# خوليو سيزار ليون
خوليو سيزار ليون (بالإسبانية: Julio César León) هو دراج فنزويلي، ولد في 2 فبراير 1925 في تروخيو ‏ في فنزويلا.

## وصلات خارجية
- خوليو سيزار ليون على موقع أوليمبيديا (الإنجليزية)